# Hypnophila
Hypnophila é um género de gastrópode  da família Cochlicopidae.
Este género contém as seguintes espécies:
- Hypnophila remyi (Boettger, 1949)